# Ґрондзьке (Мазовецьке воєводство)
Ґрондзьке (пол. Grądzkie) — село в Польщі, у гміні Лисе Остроленцького повіту Мазовецького воєводства.
Населення — 112 осіб (2011).
У 1975-1998 роках село належало до Остроленцького воєводства.

## Демографія
Демографічна структура станом на 31 березня 2011 року:
|          | Загалом | Допрацездатний вік | Працездатний вік | Постпрацездатний вік |
| -------- | ------- | ------------------ | ---------------- | -------------------- |
| Чоловіки | 52      | 13                 | 32               | 7                    |
| Жінки    | 60      | 21                 | 25               | 14                   |
| Разом    | 112     | 34                 | 57               | 21                   |